# Сільвіо П'єтробоні
Сільвіо П'єтробоні (італ. Silvio Pietroboni; 9 березня 1904, Мілан — 18 лютого 1987) — італійський футболіст, що грав на позиції захисника, півзахисника.
Всю кар'єру провів у складі «Інтернаціонале», з яким став чемпіоном Італії, а також грав за національну збірну Італії.

## Клубна кар'єра
У дорослому футболі дебютував 1921 року виступами за «Інтер», в якому виступав протягом усієї кар'єри і виграв з ним у сезоні 1929/30 чемпіонат Італії.

## Виступи за збірну
17 квітня 1927 року дебютував в офіційних матчах у складі національної збірної Італії в товариській грі проти збірної Португалії (3:1). Протягом кар'єри у національній команді, яка тривала усього 3 роки, провів у формі головної команди країни 11 матчів.
У складі збірної був учасником футбольного турніру на Олімпійських іграх 1928 року в Амстердамі, на якому команда здобула бронзові нагороди.
Помер 18 лютого 1987 року на 83-му році життя.
| Дата       | Місто     | Господарі      | Результат  | Гості      | Турнір                             | Голи | Примітки |
| ---------- | --------- | -------------- | ---------- | ---------- | ---------------------------------- | ---- | -------- |
| 17/04/1927 | Турин     | Італія         | 3 – 1      | Португалія | товариський матч                   | -    |          |
| 23/10/1927 | Прага     | Чехословаччина | 2 – 2      | Італія     | Кубок Центральної Європи 1927—1930 | -    |          |
| 06/11/1927 | Болонья   | Італія         | 0 – 1      | Австрія    | Кубок Центральної Європи 1927—1930 | -    |          |
| 01/01/1928 | Генуя     | Італія         | 3 – 2      | Швейцарія  | Кубок Центральної Європи 1927—1930 | -    |          |
| 25/03/1928 | Рим       | Італія         | 4 – 3      | Угорщина   | Кубок Центральної Європи 1927—1930 | -    |          |
| 15/04/1928 | Порту     | Португалія     | 4 – 1      | Італія     | товариський матч                   | -    |          |
| 22/04/1928 | Хіхон     | Іспанія        | 1 – 1      | Італія     | товариський матч                   | -    |          |
| 29/05/1928 | Амстердам | Франція        | 3 – 4      | Італія     | ОІ 1928                            | -    |          |
| 01/06/1928 | Амстердам | Іспанія        | 1 – 1 д.ч. | Італія     | ОІ 1928                            | -    |          |
| 07/04/1929 | Відень    | Австрія        | 3 – 0      | Італія     | Кубок Центральної Європи 1927—1930 | -    |          |
| 28/04/1929 | Турин     | Італія         | 1 – 2      | Німеччини  | товариський матч                   | -    |          |
| Усього     |           | Матчів         | 11         |            | Голів                              | 0    |          |

## Титули і досягнення
- Чемпіон Італії (1):

«Амброзіана-Інтер»: 1929–1930
- Володар Кубка Центральної Європи (1):

Італія: 1927–1930
- Бронзовий олімпійський призер: 1928